# Aveiro (ort)
Aveiro är en ort i Brasilien.   Den ligger i kommunen Aveiro och delstaten Pará, i den centrala delen av landet, 1 600 kilometer nordväst om huvudstaden Brasília. Aveiro ligger 18 meter över havet och antalet invånare är 15 767.
Terrängen runt Aveiro är platt. Det finns inga andra samhällen i närheten.
I omgivningarna runt Aveiro växer i huvudsak städsegrön lövskog. Runt Aveiro är det mycket glesbefolkat, med 3 invånare per kvadratkilometer.